# Кулакова, Любовь Алексеевна
Любо́вь Алексе́евна Кулако́ва (род. 9 июня 1920, Москва, СССР — ум. 23 апреля 1942, СССР) — советская лыжница и горнолыжница, 3-кратная чемпионка СССР по лыжным гонкам (1938: гонка на 5 км и эстафета 3x5 км; 1941: гонка на 5 км). Победительница всесоюзных соревнований по горнолыжному спорту. Заслуженный мастер спорта СССР (1942). Выступала за ДСО "Сталинец" (Москва).
Партизанка Великой Отечественной войны, погибла в боях.

## Биография
Родилась в рабочей многодетной семье в Москве. Она была шестым ребёнком в семье рабочего-маляра Сокольнического вагоноремонтного завода Алексея Никитича Кулакова и его жены Евдокии Трифоновны. Семья жила в двух маленьких комнатках одноэтажного деревянного дома бедно, но дружно. Люба пошла в школу лишь в 8 лет. Училась в московской школе № 430 Сталинского района, закончила семь классов и стала работать на меховой фабрике. В 1927 году смертельно больной отец умер.
С детства занималась спортом. Будучи ученицей 5 класса, оказалась в составе сборной команды школы, участвовала в лыжных соревнованиях на первенство района, где занимала первые места. С 1935 года тренировалась у заслуженного мастера спорта Антонины Григорьевны Пенязевой на московском стадионе «Сталинец» в Черкизове (ныне — «Локомотив»). Стала членом ВЛКСМ. Из-за частых тренировок плохо училась, у неё были грубоватые манеры. 
В 1937 году на первенстве Москвы по лыжам в разряде девушек она завоевала первое место. В том же году, бросив учёбу, уехала в Свердловск на лыжные соревнования заводов-гигантов, где выступала за московский Электрокомбинат им. Куйбышева и одержала победу в гонке на 3 км. Весной выиграла первенство ВЦСПС и СССР среди девушек на дистанции 5 км. Летом Кулакова не без успеха выступала в велосоревнованиях и гранатометании.
В 1938 году уверенно выиграла первенство Москвы в гонке на 5 км. В феврале стала третьей в гонке на 15 км на первенстве профсоюзов (ВЦСПС) и второй в составе эстафеты за 3х5 км. В марте на чемпионате СССР выиграла "золото" в эстафете 3х5 км, при чём свой первый этап выиграла от преследователей в 50 сек и в гонке на 5 км также была первой со временем - 24:56 сек
В феврале 1939 года Люба Кулакова стала второй раз подряд победителем на первенстве Москвы в гонке на 5 км. В марте на чемпионате СССР заняла второе место на дистанции 5 км, уступив одну секунду ленинградке Марии Початовой, в гонке на 10 км финишировала второй, после свердловчанки Зои Болотовой. Летом 1939 года Люба финишировала второй, участвуя в 10-километровых массовых велогонках.
В самом начале 1940 года на соревнованиях по мотокроссу в Горьком она победила на дистанции 5 км. Победила в коньках на соревнованиях общества "Сталинец". В феврале была первой на 35-м первенстве Москвы на своей коронной дистанции 5 км. На первенстве ВЦСПС Кулакова одержала победы в гонке 15 км, а также в эстафете 4х5 км и заняла 2-е место в гонке на 5 км. На чемпионате СССР стала второй на дистанции 5 км, третьей на 15 км и в эстафете 4х5 км, а также стала чемпионкой страны в альпийском двоеборье.
В 1941 году она завоевала звание чемпиона Москвы на 5 и 15 км, причём время на 5 км - 21:17 сек, лучшее в стране. С трамплина легко прыгала на 15 метров. В марте вновь выиграла чемпионат СССР в гонке на 5 км и стала второй в слаломе. Люба работала токарем на Московском электроламповом заводе и готовилась к зимним соревнованиям, но началась война.  
C первых же дней Великой Отечественной войны она записалась добровольцем в армию. Ей предложили идти в отряд санитаркой или поучиться и стать медсестрой, Люба отвергла эти предложения. Изучила автомобильное дело и получила права шофёра-водителя. Зимой 1942 года была принята в ОМСБОН НКВД СССР. Служила лыжником-инструктором 2 МСП под Москвой. 
В январе 1942 года её просьбу удовлетворили и зачислили в партизанский разведывательный отряд «Сатурн». В марте была переправлена к партизанам, была разведчицей. 23 апреля того года после налета на вражеский опорный пункт, группа партизан, среди которых была Кулакова, возвращаясь в отряд, попала в засаду. В бою у деревни Лосени получила смертельное ранение осколком снаряда. Похоронена в деревне Лосени, в последующем её прах был перезахоронен в братской могиле у села Каспля Смоленского района.
В ноябре 1942 года ей было посмертно присвоено звание заслуженного мастера спорта.

## Спортивные достижения

### Лыжные гонки
| Год  | Дистанция                                  | Место                                   |
| ---- | ------------------------------------------ | --------------------------------------- |
| 1938 | 5 км эстафета                              | 1 · 1                                   |
| 1939 | 10 км 5 км                                 | 2 · 2                                   |
| 1940 | 15 км 5 км эстафета 4×5 км бег команд 5 км | · (ком. «Сталинец») · (ком. «Сталинец») |
| 1941 | 5 км 5 км (военизированная гонка) 15 км    | · — · -                                 |

## Награды
- Орден Отечественной войны II степени (29.07.1943; посмертно)[23]
- Медаль «За оборону Москвы»

## Память
Памятник на стадионе «Локомотив».

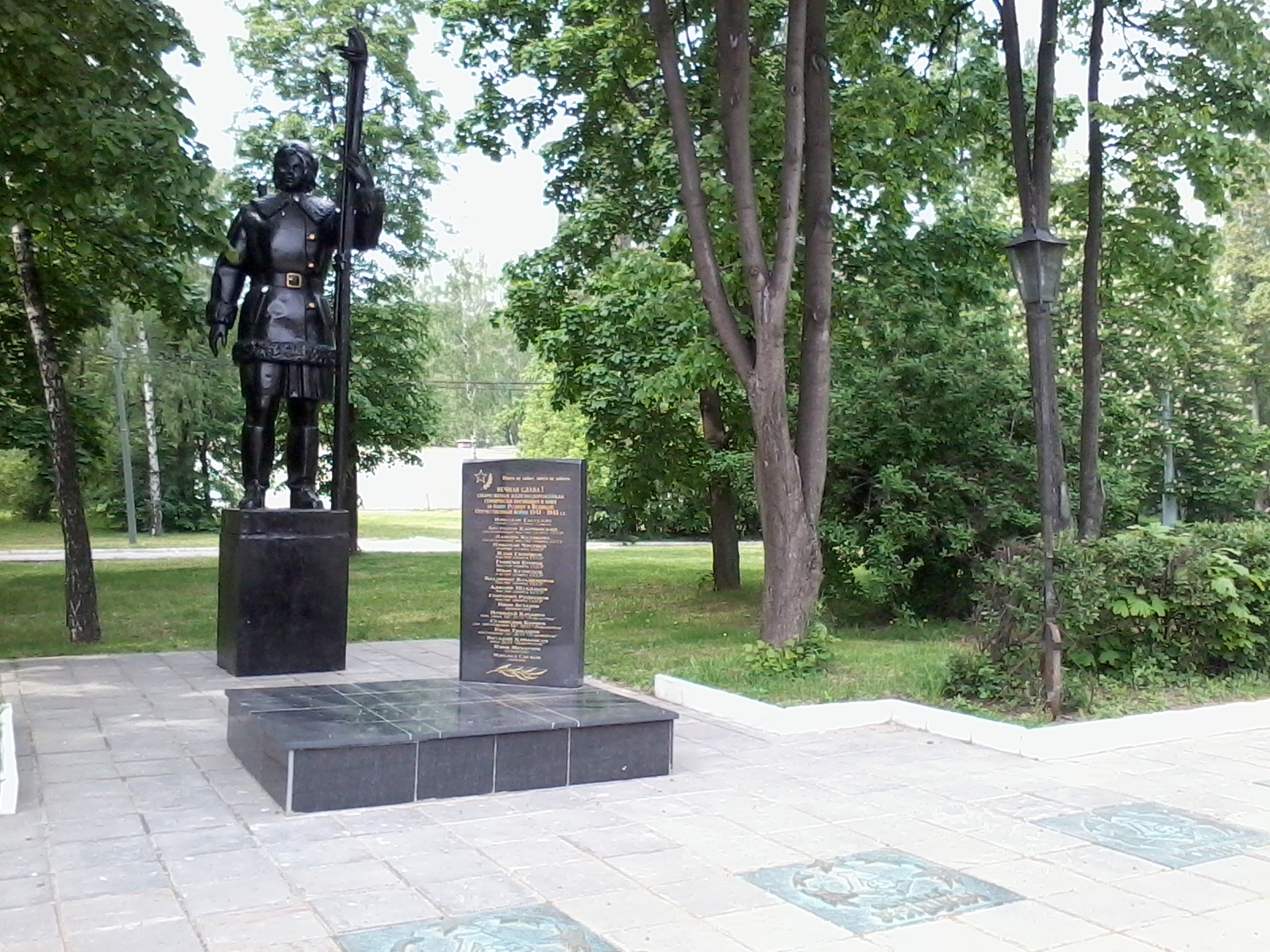
Аллея Славы и памятник Л. Кулаковой

С 1946 года обществом «Сталинец» проводились соревнования памяти Л. Кулаковой.